# لندز (ایلینوی)
لندز (به انگلیسی: Landes) یک منطقهٔ مسکونی در ایالات متحده آمریکا است که در شهرستان کرافورد، ایلینوی واقع شده‌است. لندز ۱۴۱٫۱۲ متر بالاتر از سطح دریا واقع شده‌است.